# Білецька-Шелест Наталія Володимирівна
Ната́лія Володи́мирівна Біле́цька-Ше́лест — українська військовослужбовиця, підполковниця медичної служби Збройних сил України, учасниця російсько-української війни, що відзначилася в ході російського вторгнення в Україну в 2022 році.

## Нагороди
- Орден княгині Ольги III ступеня (2022) — за особисту мужність і самовіддані дії, виявлені у захисті державного суверенітету та територіальної цілісності України, вірність військовій присязі[1][2].